# Metabus ocellatus
Metabus ocellatus är en spindelart som först beskrevs av Eugen von Keyserling 1864.  Metabus ocellatus ingår i släktet Metabus och familjen käkspindlar. Inga underarter finns listade i Catalogue of Life.